# Parafia Miłosierdzia Bożego w Rudnikach
Parafia Miłosierdzia Bożego w Rudnikach – parafia rzymskokatolicka, znajdująca się w archidiecezji częstochowskiej, w dekanacie mykanowskim, erygowana w 1987 roku.